# Rodrigo Octavio
Rodrigo Otávio de Langgaard Menezes  ( Campinas, 11 de octubre, de 1866 - Río de Janeiro, 28 de febrero de 1944 ) fue un abogado, profesor, juez, cuentista, columnista, poeta y memorialista brasileño.
Desde el principio, participó en el grupo de escritores que fundaron la Academia Brasileña de Letras.

## Vida personal
Hijo del Dr. Rodrigo Otávio de Oliveira Meneses y Luiza Langgaard, hija del médico danés, establecido en Brasil, el Dr. Theodoro Langgaard. A los 5 años se mudó con su familia a Río de Janeiro. Estudió en la Facultad de Derecho de São Paulo, donde se graduó a la edad de 20 años en 1886. Comenzó su vida pública en el poder judicial y fue nombrado en 1894 como secretario de la Presidencia de la República en el gobierno de Prudente de Morais entre 1894 y 1896. cuando comenzó a enseñar en la Facultad de Ciencias Jurídicas y Sociales de la Universidad de Brasil.
Varias veces fue presidente del Colegio de Abogados de Brasil, que promovió la creación del Orden de Abogados del Brasil en 1930. Rodrigo Otávio también presidió la Sociedad Brasileña de Derecho Internacional y miembro honorario y vicepresidente del Instituto Brasileño de Historia y Geográfica.
Consultor general de la República (1911-1929), fue delegado plenipotenciario de Brasil en varias conferencias internacionales, como La Haya, para la Ley de letras de cambio (1910 y 1912); de Bruselas, para la Ley del Mar (1909, 1910 y 1912); la Conferencia Científica Panamericana de Washington (1916); de la paz de París (1919), después de haber firmado el Tratado de Versalles. Era un conferenciante en varias universidades, París, Roma, Varsovia y Montevideo. También fue vicepresidente en la Asamblea de la Primera Sociedad de las Naciones en 1920. En 1923 la Universidad Nacional Autónoma de México le otorgó el doctor honoris causa. 
En un decreto del 5 de febrero de 1929, fue nombrado Ministro de la Corte Suprema Federal , cargo que ocupó hasta su retiro el 7 de febrero de 1934. 
Casado con María Rita Pederneiras, que era también el padre académica Rodrigo Otávio Filho .

## Obras publicadas
Obras literarias e históricas
- *Pampanos — Versos, 1886
- Poemas e Idylios — Versos, 1887
- Aristo — Novela, 2ª edição, 1906, ed. da Renascença.
- Sonhos Funestos — Drama em verso, ed. Laemmert & Cia., 1895
- Festas Nacionaes — Capítulos de Historia, ed Alves & Cia
- Bodas de Sangue — Novela, Revista Brasileira, 1895.
- A Balaiada — Chronica histórica, ed. Laemmert & Cia, 1903.
- Felisberto Caldeira — Chronica dos tempos coloniaes ed Laemmert & Cia, 1900, 2ª edição, Lisboa, Aillaud & Cia, 1921
- A Estrada — Drama, 1907, ed. da Renascença.
- Le Brésil, sa culture, son libéralisme - Conférence prononcé au Grand Theâtre de Gèneve, le 15 novembre 1912. Genève, 1913
- Águas passadas — Novela, ed. Garnier & Cia, 1914.
- A Constituinte de 1823 — Memória apresentada ao Congresso de História Nacional. Revista do Instituto Histórico, 1914
- Vera — Poema (edição de 50 exemplares), 1916.
- Coração de caboclo — Poema, EPoema, ed A Illustração, 1924.
- Na terra da virgem índia - Sensações do México. Conferência dada na Academia Brasileira em 1923, Annuario do Brasil, 1924.

Obras jurídicas
- Os successos de abril perante a Justiça Federal — Imprensa Nacional, 1893.
- Direito Federal — Preleções do dr. Juan M. Estrada, traduzidas e anotadas, ed. Alves & Cia., 1897.
- Do Domínio da União e dos Estados segundo a Constituição Federal. Monographia premiada pelo Instituto dos Advogados. Livraria Acadêmica Saraiva, 1924